# Gnidia danguyana
Gnidia danguyana är en tibastväxtart som beskrevs av Jacques Désiré Leandri. Gnidia danguyana ingår i släktet Gnidia och familjen tibastväxter. Inga underarter finns listade i Catalogue of Life.